# Glypta salicis
Glypta salicis là một loài tò vò trong họ Ichneumonidae.